# Rancid (álbum de 1993)
Rancid (1993) es el primer álbum de la banda Rancid, el cual fue lanzado el 10 de mayo de 1993. Es nombrado así porque en el año 2000 Rancid publicó otro disco con el mismo nombre, y por ello se diferencia con el año.
Es el único álbum grabado sin Lars Frederiksen, el cual entró en el grupo tras la salida del disco, ya que la banda carecía de una segunda guitarra.

## Lista de canciones
1. Adina – 1:39
2. Hyena – 2:54
3. Detroit – 2:24
4. Rats In The Hallway – 2:21
5. Another Night – 1:52
6. Animosity – 2:25
7. Outta My Mind – 2:22
8. Whirlwind – 2:15
9. Rejected – 2:12
10. Injury – 2:06
11. The Bottle – 2:04
12. Trenches – 2:03
13. Hollyday Sunrise – 1:45
14. Unwritten Rules – 1:42
15. Union Blood – 2:03
16. Get Out Of My Way – 1:59